# Georg von Hippel
Georg von Hippel (* 22. Mai 1802 in Marienwerder; † 15. August 1878 in Breslau) war ein preußischer Verwaltungsbeamter.

## Leben
Georg von Hippel wurde als Sohn des preußischen Staatsmanns Theodor Gottlieb von Hippel und der Jeanette geb. von Gruszczyńska (1783–1840) geboren. Er studierte an der Ruprecht-Karls-Universität Rechtswissenschaft. 1823 wurde er Mitglied des Corps Saxo-Borussia Heidelberg. Nach Abschluss des Studiums trat er in den preußischen Staatsdienst. 1830/31 absolvierte er das Regierungsreferendariat bei der Regierung in Oppeln. 1831 bestand er das Regierungsassessor-Examen. Unmittelbar anschließend wurde er Landrat des Kreises Pleß. 1853 wechselte er als Regierungsrat zur Regierung in Gumbinnen. Zuletzt lebte er in Breslau.
Hippel war gewählter Stellvertreter zur Frankfurter Nationalversammlung. 1849–1851 saß er in der 2. Legislaturperiode als Abgeordneter des Wahlkreises Oppeln 5 im Preußischen Abgeordnetenhaus und gehörte dem Centrum an. Zum Ende der 2. Session legte er sein Mandat nieder.

## Familie
Er heiratete am 5. März 1832 Gräfin Ulrike Therese Julie Christiane von Schwerin (* 28. Februar 1808; † 24. April 1869). Das Paar hatte mehrere Kinder:
- Ulrike (* 11. November 1833) ⚭ 1854 Reinhold Staevie († 14. April 1873), Forstmeister
- Karl Theodor Alphons (* 15. April 1836; † 5. August 1912) ⚭ 1861 Anna Louise Caspari (* 17. Dezember 1834; † 4. November 1913), Eltern des späteren Generalleutnant Konrad von Hippel (1862–1934) und des späteren Konteradmirals Horst von Hippel (1865–1920)
- Georg Ludwig Alphons Ernst (* 28. Dezember 1840; † 25. Dezember 1914), Korvettenkapitän ⚭ 1873 Gräfin Helene Mathilde Johann von Pfeil und Klein-Ellguth (* 17. August 1850)

## Ehrungen
- Charakter als Geh. Regierungsrat[1]